# Бедень (Бузеу)
Бедень, Бедені (рум. Bădeni) — село у повіті Бузеу в Румунії. Входить до складу комуни Бряза.
Село розташоване на відстані 81 км на північний схід від Бухареста, 21 км на захід від Бузеу, 121 км на захід від Галаца, 96 км на південний схід від Брашова.

## Населення
За даними перепису населення 2002 року у селі проживали 137 осіб, усі — румуни. Усі жителі села рідною мовою назвали румунську.